# August Howaldt

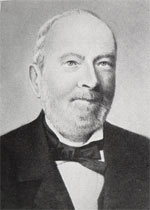
August Howaldt

August Howaldt (* 23. Oktober 1809 in Braunschweig (St. Andreas); † 4. August 1883 in Kiel; vollständiger Name August Ferdinand Howaldt) war ein deutscher Ingenieur, Konstrukteur und Erfinder. Er hatte als Unternehmer maßgeblich die Industrialisierung der Stadt Kiel eingeleitet.

## Leben
Howaldt erhielt von seinem Vater, dem Goldschmied David Ferdinand Howaldt, erste berufliche Einweisungen. In Braunschweig ließ er sich von 1824 bis 1829 bei Ludwig Spengler zum „praktischen Mechanicus“ ausbilden. Durch die Heirat mit Emma Diederichsen wurde Howaldt 1837 zum Bürger in Kiel. 
Am 1. Oktober 1838 gründete er gemeinsam mit dem wohlhabenden Kieler Kaufmann Johann Schweffel die Maschinenbauanstalt Schweffel & Howaldt. Diese stellte zunächst Maschinen für die Landwirtschaft im dänischen Schleswig-Holstein her, 1849 jedoch die erste Schraubenschiffsmaschine für das erste Schrauben-Kanonenboot der Welt, die Von der Tann. Die Maschinenbauanstalt baute nach den Plänen von Wilhelm Bauer das erste eiserne Taucher-Schraubenschiff (Unterseeboot), den Brandtaucher, der sich heute im Militärhistorischen Museum der Bundeswehr in Dresden befindet. In den Jahren 1860 und 1864 wurden noch zwei Schlepper mit den Namen Kiel und Schwentine gebaut.
Am 31. Dezember 1879 übernahmen seine drei Söhne Georg, Bernhard und Hermann Howaldt das Unternehmen und führten es unter der Firma Gebrüder Howaldt fort.
1889 wurden die von August Howaldt begründete Maschinenbauanstalt und eine von Georg Howaldt 1876 am Ufer der Kieler Förde gegründete Werft durch Gründung der Howaldtswerke AG vereinigt – der heutigen Howaldtswerke-Deutsche Werft AG (HDW).